# Proctacanthus coquillettii
Proctacanthus coquillettii là một loài ruồi trong họ Asilidae. Proctacanthus coquillettii được Hine miêu tả năm 1911. Loài này phân bố ở vùng Tân Bắc giới.